# Lijst van nationale parken in Burundi
Hieronder volgt een lijst van nationale parken in Burundi. Naast de nationale parken zijn er ook verschillende natuurreservaten (Kigwena, Rumonge, Bururi, Vyanda,...) en natuurmonumenten (Kagera-watervallen).
| Nationaal park        | Stichtingsjaar | Oppervlakte (km2) | Foto |
| --------------------- | -------------- | ----------------- | ---- |
| Nationaal park Kibira | 1980           | 400               |      |
| Nationaal park Ruvubu | 1980           | 508               |      |
| Nationaal park Rusizi | 1980           | 90                |      |